# Masaharu Anesaki

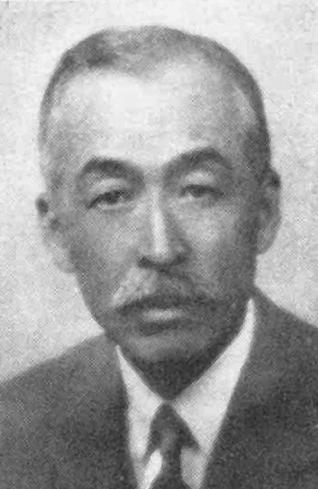
Masaharu Anesaki

Masaharu Anesaki (jap. 姉崎正治 Anesaki Masaharu; ur. 25 lipca 1873 w Kioto, zm. 24 lipca 1949 w Tokio), pseudonim literacki Chōfū (嘲風) – japoński filozof i religioznawca, pionier badań religioznawczych w Japonii.

## Życiorys
Kształcił się w Wielkiej Brytanii, Niemczech i Indiach Brytyjskich. Uczeń Paula Deussena i Hermanna Oldenberga. Był profesorem literatury japońskiej na Harvard University oraz studiów religioznawczych na Uniwersytecie Tokijskim. W 1916 roku pod wpływem swojego przyjaciela Takayamy Chōgyū został wyznawcą buddyjskiej szkoły Nichiren. W 1923 roku został przyjęty do Akademii Japońskiej (Nippon gakushi-in), a w 1939 roku został członkiem Izby Parów.
Był redaktorem kilku czasopism. W 1912 roku założył pierwsze japońskie czasopismo o tematyce religioznawczej, Shūkyōgaku. W swoich badaniach naukowych zajmował się historią religii w Japonii, głównie buddyzmem, ale także shintō i chrześcijaństwem. Współpracownik Encyclopædia of Religion and Ethics pod redakcją Jamesa Hastingsa (1908–1927). Jedną z jego głównych prac jest History of Japanese Religion, wydana w Londynie w 1930 roku. Ponadto napisał m.in. The Four Buddhist Āgamas in Chinese: A Concordance of Their Parts and of the Corresponding Counterparts in the Pāli Nikāyas, Nichiren the Buddhist Prophet i Life of the Japanese People. Przełożył na język japoński dzieło Arthura Schopenhauera Świat jako wola i przedstawienie (Ishi to genshiki to shite no sekai, wyd. 1910–1911). W 1951 roku opublikował swoją autobiografię pt. Waga shōgai.